# Tyrfing
Tyrfing ou Tirfing é uma espada mágica que aparece em um poema das Eddas chamado "O despertar de Agantýr", e na "Saga de Hervarar". O nome também é usado para denotar os Godos e os Visigodos (Tervingi). A forma Tervingi foi registrada por fontes romanas no século IV.

## História
Svafrlami foi o rei de Gardariki, e neto de Odin. Ele conseguiu capturar os anões Dvalin e Durin quando antes que deixassem sua casa. Então os forçou a forjar uma espada com o punho dourado, que nunca erraria um golpe, nunca enferrujaria e que poderia cortar pedra e ferro facilmente como se fosse pano.
Os anões fizeram a espada, que brilhava e reluzia como fogo. Porém, como vingança, eles a amaldiçoaram de maneira que ela mataria um homem toda vez que fosse usada, seria a causa dos "Três Grandes Males" e a causa da morte de Svafrlami.
Quando Svafrlami ouviu as maldições, tentou matar Dvalin, porém, o anão desapareceu na pedra e a espada errou o alvo. 
Svafrlami foi morto pelo berserker Arngrim que tomou sua espada.
Depois de Arngrim, ela foi empunhada por Angantyr e seus onze irmãos. Eles foram todos mortos em Samsø, pelo campeão sueco Hjalmar, e seu meio-irmão norueguês Orvar-Odd; mas Hjalmar, ferido pela Tyrfing, teve somente tempo para cantar sua canção de morte e pedir para Orvar-Odd levar seu corpo para Ingeborg em Uppsala.
A Filha de Angantyr, Hervor, é trazida como doméstica na ignorância de sua paternidade. Quando finalmente ela descobre sua ascendência, se arma como uma Donzela Escudeira (Shield maiden), e vai para Munarvoe em Samsø, em busca da arma amaldiçoada. Ela encontra a espada e se casa com Hofund. Eles têm dois filhos, Heidrek e Angantyr. Hevor secretamente deu a seus filhos a espada Tyrfing. Enquanto Angantyr e Heidrek passeavam, Heidrek quis dar uma olhada na espada. Mas quando ele a desembainhou, a maldição dos anões fez com que Heidrek matasse seu irmão Angantyr.
Heidrek se tornou o rei dos godos. Durante uma viagem, Heidrek acampou nos Carpathians. Ele estava acompanhado de oito thralls montados, e quando Heidrek dormiu à noite, os thralls destruíram sua tenda, pegaram a Tyrfing e mataram Heidrek. Esse seria o último dos três Males da Tyrfing. Angantyr, o filho de Heidrek, perseguiu os Thralls, os matou e retomou a Espada Magica: a maldição tinha acabado.
Angantyr foi o próximo rei dos Godos, porém, seu meio-irmão ilegítimo Hlod quis metade do reino. Angantyr recusou, e Gizur chamou Hlod de bastardo e sua mãe de escrava. Hlod e 343.200 hunos montados invadiram os Godos. Os hunos estavam em um número bem maior que os godos. Porém, os godos ganharam, pois Angantyr usou a Tyrfing e matou seu Irmão Hlod. Os corpos de numerosos soldados obstruiram os rios, causando uma enchente que encheu os vales de homens e cavalos mortos.